# Solana Beach (Kalifornija)
Solana Beach je grad u američkoj saveznoj državi Kalifornija. Prema popisu stanovništva iz 2010. u njemu je živjelo 12.867 stanovnika.